# Broken Chains
Broken Chains è un film muto del 1922 prodotto e diretto da Allen Holubar.

## Trama
Peter Wyndham è disgustato dalla vigliaccheria che ha mostrato non avendo fatto niente per aiutare Hortense Allen quando le hanno rubato i gioielli. Depresso, decide di andare nel West.
In quei territori selvaggi, deve battersi con il brutale Boyan Boone che esce vincitore dallo scontro. In seguito, però, Peter riesce a piegare il suo nemico, spinto anche dall'amore che prova per Mercy, la figlia di Boone, che questi tiene legata in catene e che Peter riesce così a liberare.

## Produzione
Il film fu prodotto da Allen Holubar per la Goldwyn Pictures Corporation. Venne girato in California, a Big Basin, Boulder Creek, Huntington Lake, Poverty Flat e Santa Cruz.

## Distribuzione
Distribuito dalla Goldwyn Pictures Corporation, il film - presentato da Samuel Goldwyn - uscì nelle sale cinematografiche statunitensi il 24 dicembre 1922 dopo essere stato presentato in prima il 10 dicembre a New York e a Los Angeles. Copia del film viene conservata negli archivi dell'International Museum of Photography and Film at George Eastman House.